# Reizem
Reizem temelji na drugačnem odnosu med objektom in subjektom. Subjekt se zaveda samega sebe in objektivne stvarnosti, do predmetov pa vzpostavi estetski, nefunkcionalen odnos. Predmeti ga zanimajo kot nekaj avtonomnega, nekaj, kar ima lastno bit in lastno pravico obstoja.